# سبرانگ پرای
سبرانگ پرای یک شهر در ایالت پنانگ مالزی است. این شهر در شبه‌جزیره مالایی روبروی جزیره پنانگ واقع شده است. از سمت شمال و شرق با کداح و از سمت جنوب با پراک هم‌مرز است. مرکز شهر در باتروورت قرار گرفته است، در حالی که دولت محلی، شورای شهر سبرانگ پرای، در نزدیک بوکیت میرتاجم متمرکز شده است. در سال ۲۰۱۰، سبرانگ پرای جمعیتی برابر با ۸۱۵٬۷۶۷ نفر داشت که باعث شده بود در آن زمان دومین شهر پرجمعیت مالزی لقب بگیرد.

## ریشه‌شناسی
سبرانگ پرای در ابتدا به یاد ریچارد ولزلی، فردی که بین سالهای ۱۷۹۷ تا ۱۸۰۵ به عنوان فرماندار مَدرَس و استاندار بنگال خدمت نموده بود، استان ولزلی نامگذاری شده بود.

## جغرافیا
سبرانگ پرای به بخشی از ایالت پنانگ گفته می‌شود که در سرزمین اصلی قرار دارد. این بخش به صورت طبیعی توسط تنگه پنانگ از سمت غرب از جزیره پنانگ جدا گردیده است. در سمت شمال، رود مودا مرز پنانگ-کداح را شکل می‌دهد، در حالی که بخش کوچکی از رود کریان حد و مرز بین پنانگ و کداح را در قسمت جنوبی نشان می‌دهد. همین‌طور که رودخانه کریان در مرز پنانگ-پراک به سمت غرب جریان پیدا می‌کند، مرز سه وجهی پنانگ-کداح-پراک را شکل می‌دهد.
مساحت خشکی سبرانگ پرای برابر با ۷۵۱ کیلومتر مربع است که نزدیک به ۲٫۶ برابر بزرگتر از اندازه جزیره پنانگ و کمی بزرگتر از کل منطقه سنگاپور می‌باشد. اکثر مناطق سبرانگ پرای بدون پستی و بلندی هستند. مرتفع‌ترین نقطهٔ آن تپه بوکیت میرتاجم است که به صورت نامتجانس در شهر بوکیت میرتاجم با ارتفاع ۴۵۱ متر بالاتر از سطح دریا می‌باشد. این تپه یک مکان برجسته به حساب می‌آید، به نحوی که از جزیره پنانگ قابل دیدن است و در مقابل این امر، یک فرد می‌تواند جزیره پنانگ را از فراز این تپه مشاهده کند.

## مراکز خرید
- ائون مال بوکیت میرتاجم
- ائون بیگ سبرانگ جایا
- ائون بیگ بوکیت مینیاک
- آسپن ویژن سیتی
- سان وی کارنیوال مال
- مگامال پینانگ، پرای
- پرل سیتی مال
- دیزاین ویلیج اوتلت مال
- IKEA باتوکاوان، پنانگ
- تسکو اکسترا سبرانگ پرای
- تسکو بوکیت میرتاجم
- تسکو کپالا باتاس
- سومیت بوکیت میرتاجم پلازا